# Joseph Vicat
Joseph Bertrand Vicat, né le 1er décembre 1821 à Souillac (Lot) et mort le 27 décembre 1902 à Grenoble (Isère), est un ingénieur et capitaine d'industrie français. 
Fils de Louis Vicat, il est le fondateur de la société des ciments Vicat.

## Biographie
Second fils de Louis Vicat et Marie-Ursule Castanet, Joseph Bertrand Vicat né en 1821 à Souillac, dans le Lot.
En 1841, il réussit le concours d'entrée à Polytechnique et en 1842 il sort officier d'artillerie, bien qu'il préfère par la suite s'orienter vers une carrière juridique après l'obtention de sa licence de droit en 1846.

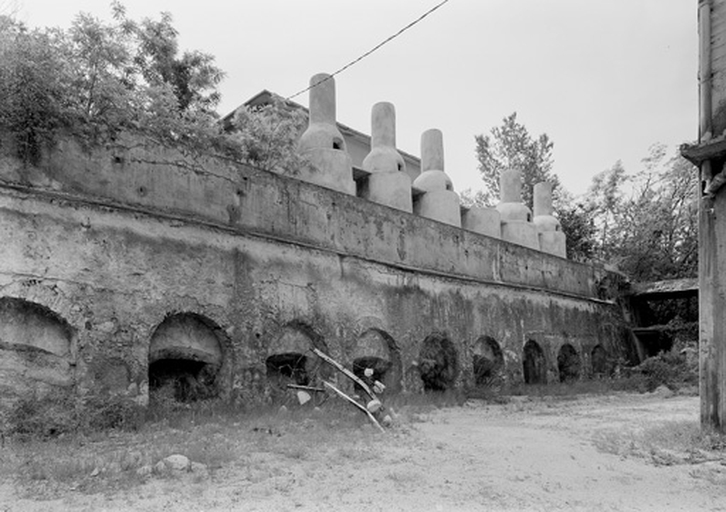
Les fours-biberons de la cimenterie du Genevrey.

Sur les conseils de son père, il finit par s'établir à Champoléon, dans la vallée du Drac, où il mettra en œuvre ses premières qualités d'industriel en exploitant des mines de cuivre gris argentifère. Il cède par la suite cette exploitation pour épauler Louis Vicat dans ses recherches sur le ciment.

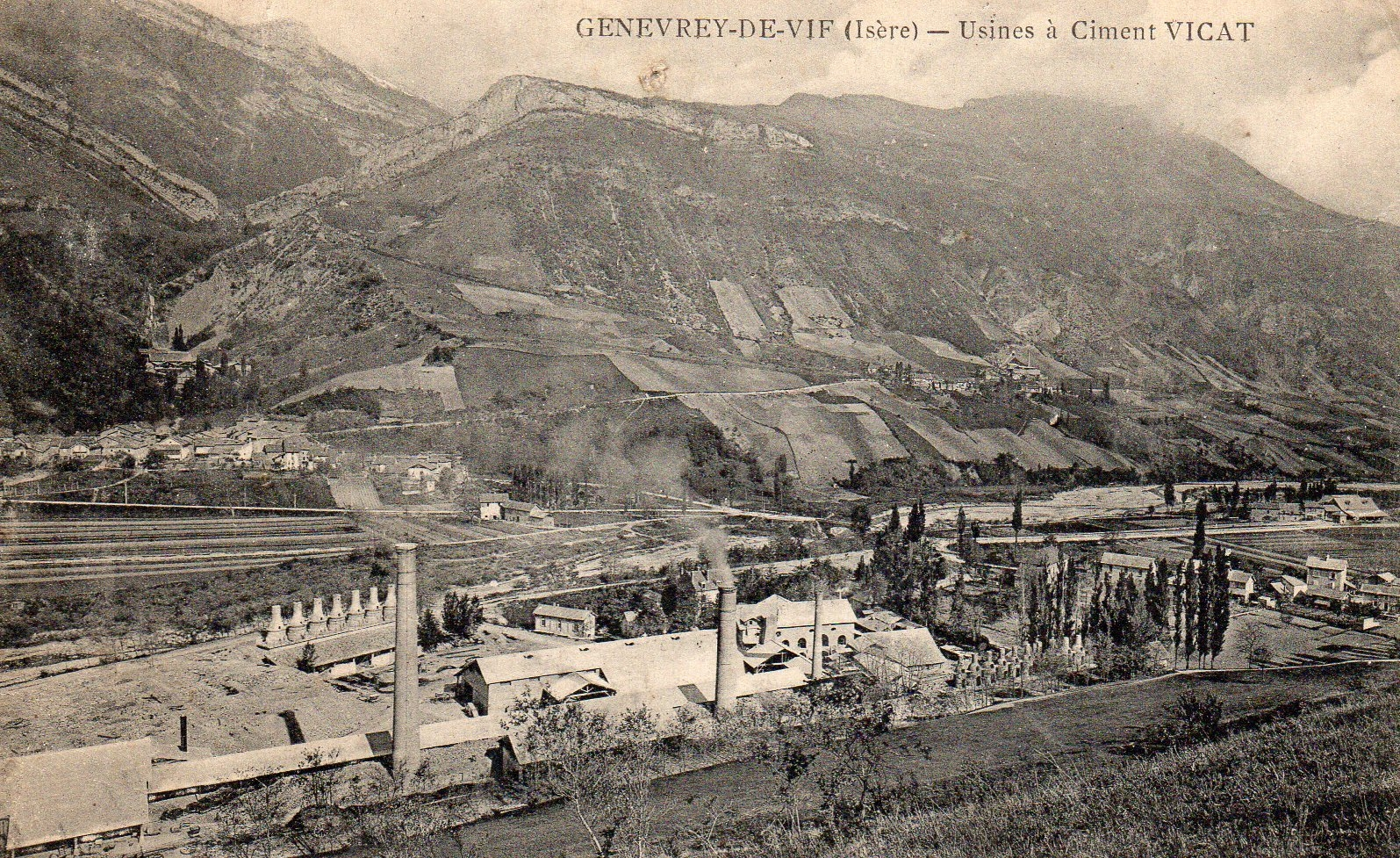
La cimenterie du Genevrey au début du XXe siècle.

En 1853, Joseph Vicat choisit le hameau du Genevrey à Vif, en Isère, pour faire ses premiers essais de fabrication du ciment artificiel lancés par son père : il y fait construire les tout premiers « fours-biberons ». En 1857, il fait construire sa première usine, la cimenterie Vicat du Genevrey, dans laquelle il met en œuvre la méthode de « double cuisson » dont il est l'inventeur, et permet ainsi de lancer la fabrication industrielle du ciment. Composée de dix-sept fours pour la cuisson du ciment, la cimenterie employa jusqu'à quatre cents ouvriers, et ce jusqu'en 1976.
En 1867, Joseph Vicat transforme son entreprise de ciment avec ses associés et fonde la société Vicat & Cie. En 1868, il obtient la concession de la cimenterie d'Uriage qu'il développe grandement, permettant l'augmentation de son capital en 1873.
Grande figure industrielle du Dauphiné, Joseph Vicat fut un grand acteur et défenseur du développement économique de l'Isère, engagement concrétisé par son statut de Président de la Chambre de Commerce et d'Industrie de l'Isèrede 1883 à 1892.
Le 27 décembre 1902, il meurt à Grenoble à l'âge de 80 ans et laisse derrière lui un vaste patrimoine industriel.